# Bučina
Bučina je biotop, který představuje potenciálně přirozenou vegetaci na většině území Česka a střední Evropy vůbec. Jde o smíšený les s dominancí buku lesního.

## Hierarchie
- Mezofilní a vlhké opadavé listnaté lesy (třída LB. Carpino-Fagetea)
  - Květnaté bučiny a jedliny (svaz LBC. Fagion sylvaticae)
    - Mezotrofní bučiny (LBC01. Galio odorati-Fagetum sylvaticae)
    - Eutrofní bučiny (LBC02. Mercuriali perennis-Fagetum sylvaticae)
    - Karpatské ostřicové bučiny (LBC03. Carici pilosae-Fagetum sylvaticae)
    - Horské klenové bučiny (LBC04. Athyrio distentifolii-Fagetum sylvaticae)

  - Vápnomilné bučiny (svaz LBD. Sorbo-Fagion sylvaticae)
    - Vápnomilné bučiny (LBD01. Cephalanthero damasonii-Fagetum sylvaticae)

  - Acidofilní bučiny a jedliny (Svaz LBE. Luzulo-Fagion sylvaticae)
    - Podhorské acidofilní bučiny (LBE01. Luzulo luzuloidis-Fagetum sylvaticae)
    - Horské acidofilní bučiny (LBE02. Calamagrostio villosae-Fagetum sylvaticae)[1]

## Popis biotopu

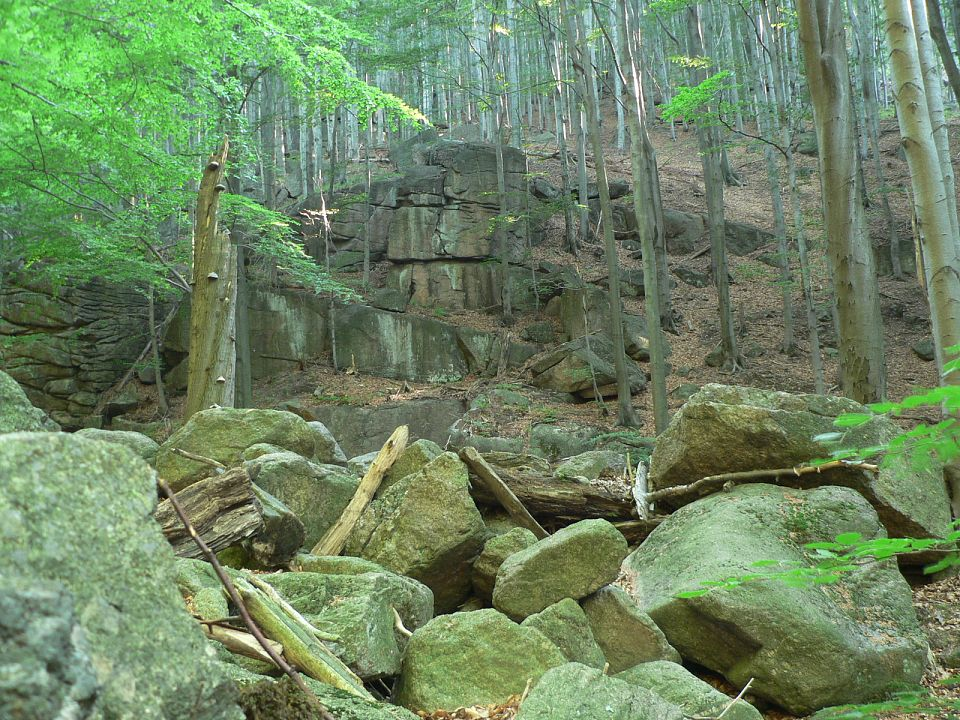
Jizerskohorské bučiny

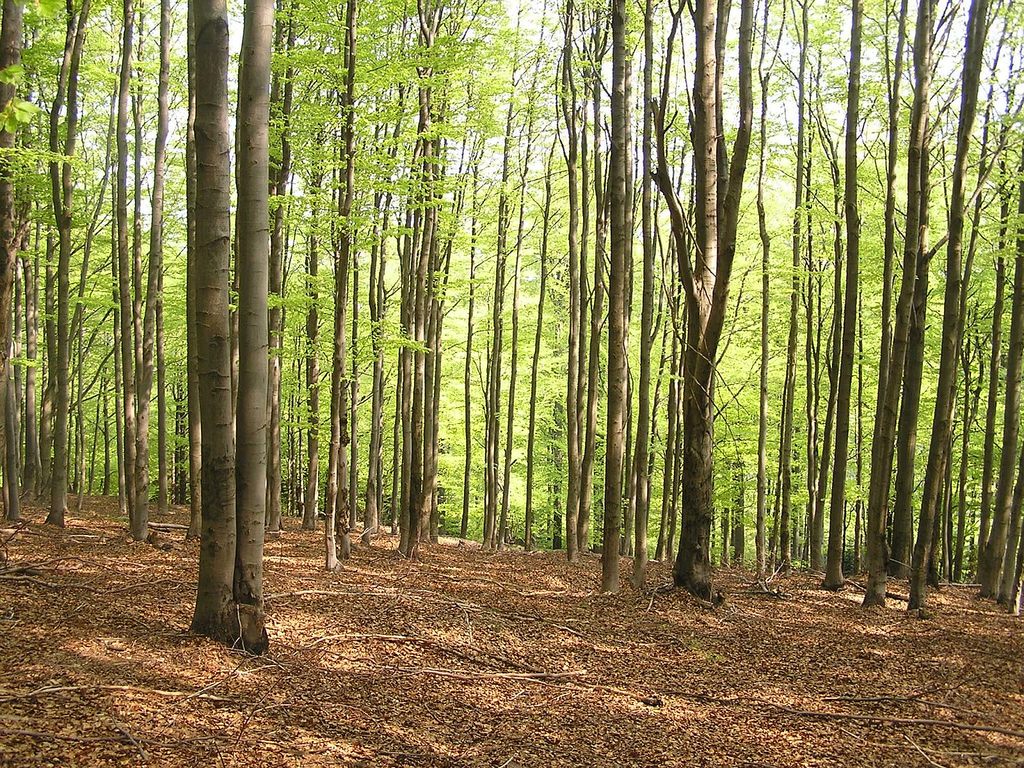
Bučina na svahu kopce Bouřný (703 m) v Lužických horách

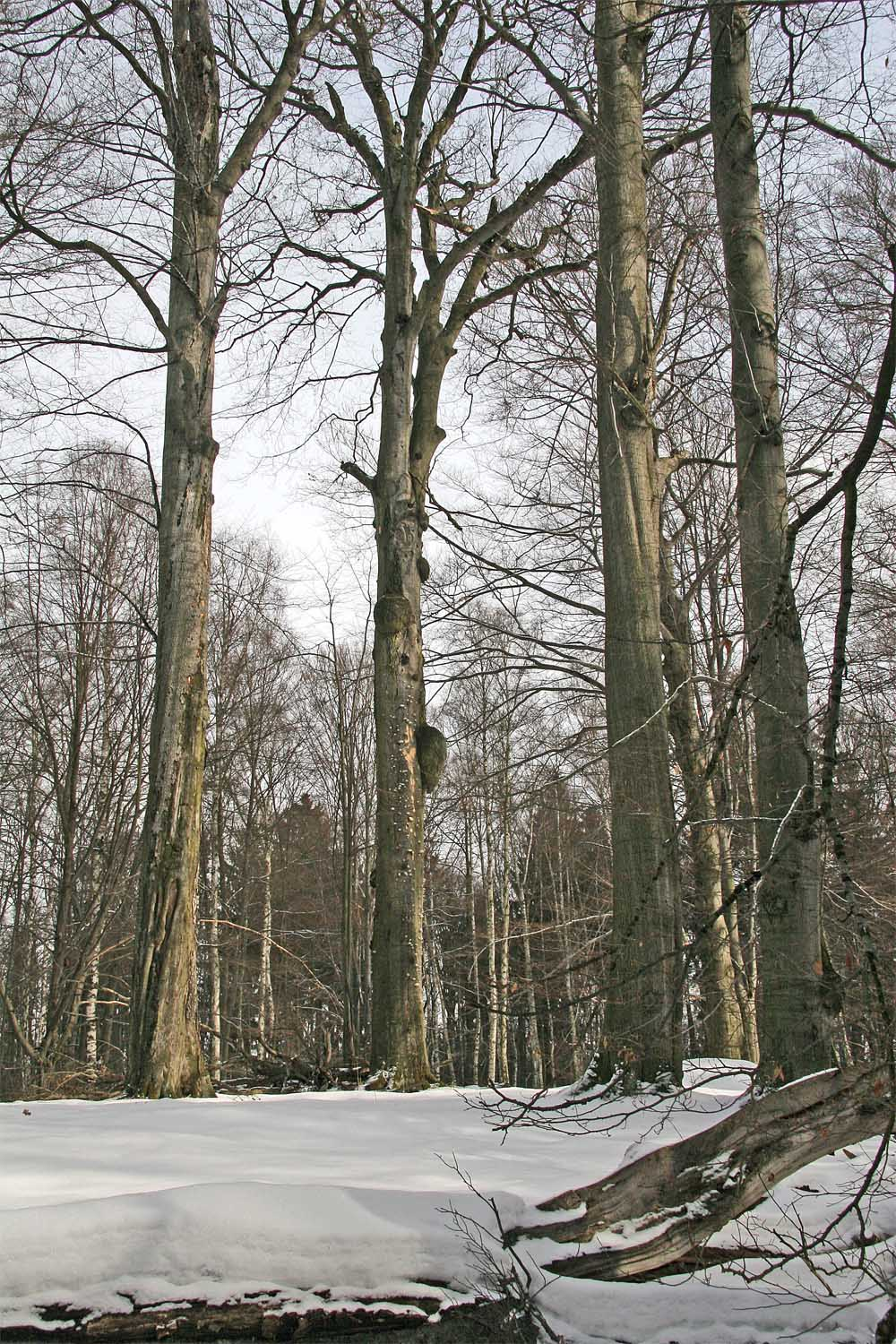
Buky v přírodní rezervaci Buky u Vysokého Chvojna

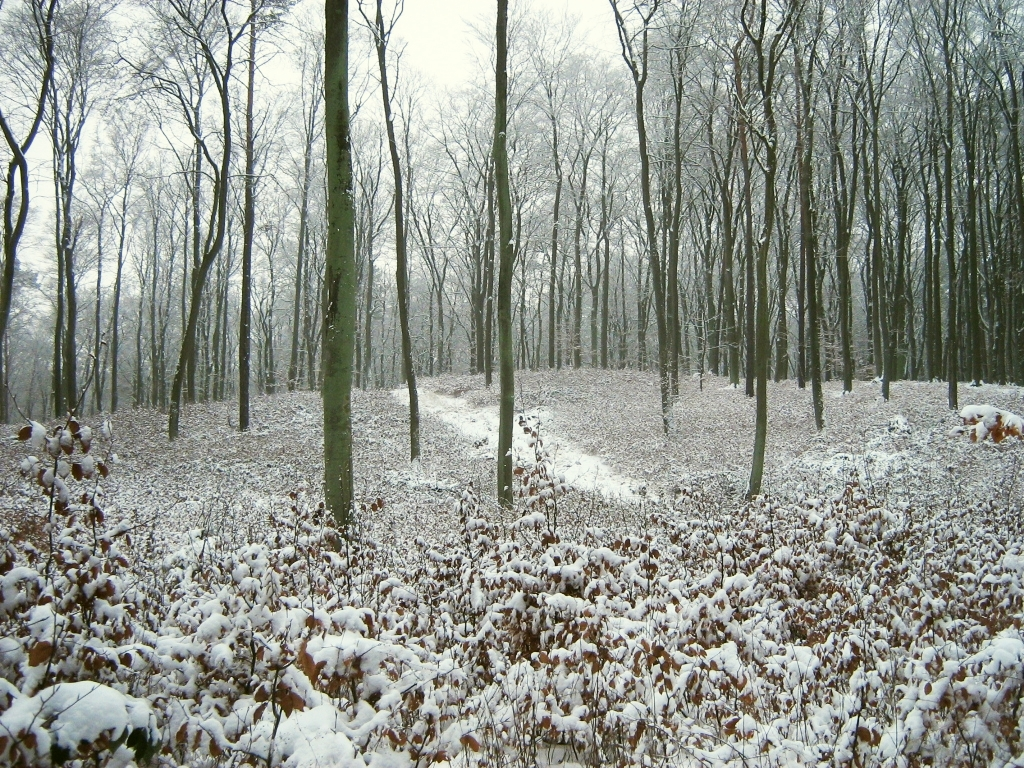
Přirozená obnova buku v hospodářském lese

Specifickým typem „bučiny“ je acidofilní jedlina, která je díky podobnému složení bylinného patra obvykle zahrnována pod kyselé bučiny. Ve skutečnosti však ve stromovém patře této „bučiny“ buk obvykle zcela chybí.

### Stromové patro
Ve stromovém patře dominuje buk lesní, doprovází ho javor klen, jedle bělokorá, řidčeji též jasan ztepilý, lípa srdčitá. Ve vyšších polohách roste podíl smrku ztepilého a jeřábu ptačího, v nižších pak buk postupně nahrazuje dub letní nebo dub zimní.

### Keřové patro
Keřové patro je vesměs druhově chudé, tvořené zmlazujícími dřevinami stromového patra, často zcela chybí. Z keřových druhů se místy mohou vyskytnout líska obecná, zimolez černý nebo lýkovec jedovatý.

### Bylinné patro
Druhové složení bylinného patra se značně liší podle typu bučiny. Nejchudší složení bylinného patra je v kyselých bučinách. V květnatých a vápnomilných bučinách je bylinné patro tvořeno tzv. hájovou květenou, což je např. sasanka, konvalinka, kokořík aj. V horských klenových bučinách jsou přítomny druhy subalpinských niv, např. mléčivec alpský, kamzičník rakouský atd.
V bučinách, a to i v přirozených pralesních porostech, se často vyskytuje stadium s prakticky chybějícím bylinným patrem, nazývané Fagetum nudum. Toto stadium odpovídá mladší věkové kategorii, kdy je porost buků silně zapojen a půda velmi zastíněna. Bukové listí se dlouho rozkládá, proto limituje růst druhů v bylinném patře.

## Výskyt
Bučiny se vyskytují na vápnitých i kyselých substrátech od nižších poloh až do hor. V Karpatech, zejména jejich východní části, dokonce bučiny do jisté míry nahrazují i smrkové pásmo a může vystupovat až k horní hranici lesa.
V Česku se za horní hranici výskytu bučin označuje nadmořská výška 1000 m, i když na jižních svazích Blanského lesa a Šumavy ovlivněných teplým jižním prouděním alpského foehnu mohou bučiny vystupovat až do nadmořské výšky 1150 m. Bývalá osada Bučina jižně od Kvildy v Národním parku Šumava se nachází právě v nadmořské výšce 1150 m. Naopak v hluboce zaříznutých údolích, zejména podmáčených mohou smrčiny sestupovat i pod 700 m.
Dolní hranice výskytu bučin se pohybuje zpravidla mezi 300 a 400 m, v jižních a západních Čechách díky převaze písčitých chudých substrátů vystupují výše doubravy a bučiny začínají zpravidla až nad 500 m.
Bučiny preferují středně vlhké substráty s hlubší půdou. Na mělčí, kamenité či suťovité půdě je nahrazují suťové lesy. Na vlhčích místech pak olšiny, popř. podmáčené smrčiny. Na sušších (písčitých či skalnatých) místech se pak nacházejí různé typy borů.

## Současnost
Velká část bučin v Českém masivu byla už od středověku devastována odlesněním a pastvou dobytka. Lesní hospodáři tyto pozůstatky bukových lesů v průběhu 19. století většinou přeměnili na převážně smrkové, popř. i borové porosty (často až monokultury). Důvodem byla vyšší ekonomická výnosnost smrkových porostů ve srovnání s pomaleji rostoucím a hůře zpeněžitelným bukovým dřívím. Výjimkou z tohoto trendu jsou například moravské Karpaty (Chřiby, Bílé Karpaty...) a těžko přístupné oblasti (Jizerskohorské bučiny). Zejména Chřiby jsou zásluhou významného lesníka A. Indrucha pokryté kvalitními bukovými hospodářskými lesy, dlouhodobě obnovovanými spontánní přirozenou obnovou. Bučiny původně zaujímaly asi 40 % území Česka. V současnosti tvoří buk jen necelých 13 % lesních dřevin, zejména v chráněných krajinných oblastech. Ještě větší ústup zaznamenaly doprovodné dřeviny bučiny, zejména jedle bělokorá, která je citlivá na kyselé deště a acidifikaci půdy.
Podíl smíšených lesů s podílem jedle a buku i čistých bukových porostů v poslední době roste. Řada bučin je chráněna jako zvláště chráněná území. Buk, javor klen, jedle bělokorá i lípa jsou významné meliorační a zpevňující dřeviny, jejichž výsadba je (v určitém procentickém podílu) povinná z lesního zákona. Významným problémem bránícím přirozené obnově a vyššímu zastoupení těchto dřevin je přemnožená spárkatá zvěř (jelen evropský, srnec obecný, daněk skvrnitý, muflon...). Poškozování výsadeb i přirozené obnovy při přemnožení zvěře návrat buku do českých lesů velmi ztěžuje a prodražuje.

## Ochrana bučin
Bučiny jsou chráněny v několika pralesních rezervacích, např. Žofínský prales, Hojná voda, spodní část Boubínského pralesa, Uhlířský vrch, Kohoutov, Jezeří aj. Významný podíl bučin je v chráněných krajinných oblastech Bílé Karpaty, Křivoklátsko a Beskydy a v národním parku Podyjí.